# ستان أوينز
ستان أوينز (بالإنجليزية: Stan Owens)‏ هو شخصية أعمال أسترالي، ولد في 22 سبتمبر 1916، وتوفي في 3 يونيو 1983.